# Alfred Józef Potocki
Alfred Józef Potocki (Łańcut, 29 luglio 1817 – Parigi, 18 maggio 1889) è stato un nobile e politico polacco.

## Biografia
Era figlio del conte Alfred Wojciech Potocki e della principessa Józefina Maria Czartoryska. Nacque in una famiglia nobile di spicco ed ereditò le proprietà di Łańcut dal padre. Suo nonno era lo scrittore Jan Potocki, meglio conosciuto per il romanzo "Manoscritto trovato a Saragozza".

## Carriera politica
Fu parlamentare del Sejm della Galizia (1863-1889), Maresciallo del Sejm (1875-1877) e governatore della Galizia (1875-1883).
Nel 1848 fu eletto alla camera bassa del Reichsrat, alla camera dei deputati (Abgeordnetenhaus) e nel 1861 alla camera alta (Herrenhaus).
Prestò servizio nel corpo diplomatico e fu ministro dell'Agricoltura d'Austria (30 dicembre 1867-15 gennaio 1870). Il 12 aprile divenne il quinto primo ministro della Cisleitania e contemporaneamente ministro della Difesa. Il suo mandato comprese l'abrogazione del concordato del 1855. Non riuscendo a promuovere il federalismo e ad ottenere la cooperazione dei cechi nel Reichsrat, si dimise il 6 febbraio 1871, inaugurando un breve governo conservatore sotto il conte Karl Sigmund von Hohenwart, altrettanto inefficace nell'attuazione del federalismo, cosicché il potere tornò rapidamente al liberalismo.

## Matrimonio
Sposò, 18 marzo 1851 a Sławuta, la principessa Maria Klementyna Sanguszko (1830-1903), figlia di Roman Stanisław Sanguszko. Ebbero quattro figli:
- Roman Potocki (1852-1915);
- Julia Potocka (1854-1921): sposò il conte Vladislav Branitski;
- Klementyna Potocka (1856-1921): sposò il conte Jan Tyszkiewicz;
- Józef Mikołaj Potocki (1862-1922)[6].

Potocki è noto per la costruzione del magnifico Palazzo Potocki, una grande residenza a Leopoli. Nel 1873 ha co-fondato l'Accademia polacca della cultura a Cracovia. Gestì una distilleria di famiglia, oggi nota come Polmos Łańcut.